# Rudolf Kühner
Rudolf Kühner (* 9. November 1952 in Elmstein-Iggelbach) war Regierungspräsident des Regierungsbezirks Karlsruhe in Nordbaden.

## Leben
Der 1952 in der Pfalz geborene Rudolf Kühner besuchte zunächst das Leibniz-Gymnasium in Neustadt an der Weinstraße. Danach studierte er Rechtswissenschaften und Volkswirtschaft in Heidelberg, Genf und Miami.

### Berufliche Laufbahn
Rudolf Kühner war in den 1980er Jahren Referent für Bauwesen im Regierungspräsidium Karlsruhe. Als Absolvent der Führungsakademie führte ihn sein beruflicher Werdegang über das Kreisbauamt im Rhein-Neckar-Kreis ins Staatsministerium nach Stuttgart, wo er Leiter des Medienreferates wurde. Anschließend wurde er Leiter der Abteilung III im Staatsministerium.
Am 6. Juli 2005 führte ihn Ministerpräsident Günther Oettinger in sein neues Amt als Regierungspräsident ein. 2012 ging Kühner in Pension.

### Familie
Rudolf Kühner ist seit 1983 verheiratet und hat einen erwachsenen Sohn.